# Mindaugas
Mindaugas of Mendog (Wit-Russisch: Міндоўг, Mindowh; circa. 1200 – 12 september 1263) was de stichter van het grootvorstendom Litouwen, en de enige koning die Litouwen gekend heeft, op de korte aanstelling van Mindaugas II in 1918 na.

## Biografie
Er is maar weinig bekend over zijn afkomst, jonge jaren of hoe hij aan de macht gekomen is. Volgens de weinig betrouwbare kronieken van Bychowiec zou Mindaugas afstammen van de Palemonids, een familie van edelen wier oorsprong terug zou gaan tot het Romeinse Rijk. Zijn vader was vermoedelijk Ryngold. Mindaugas zelf wordt genoemd in een verdrag uit 1219, waarin hij wordt omschreven als een oudere hertog. In bronnen uit 1236 wordt hij de leider van alle inwoners van Litouwen genoemd.
Litouwen werd tot de 13e eeuw geregeerd door een reeks hertogen en prinsen uit verschillende leenstelsels. Een veel gehoorde theorie over Mindaugas is dat hij zijn macht vooral te danken had aan strategisch geplande huwelijken, gecombineerd met het verbannen of laten vermoorden van zijn rivalen. Tijdens de jaren 30 en 40 van de 13e eeuw breidde Mindaugas zijn rijk uit naar gebieden ten zuidoosten van de oorspronkelijke landsgrenzen. In 1250 of 1251 werd hij gedoopt als Rooms-katholiek. Hierdoor kon hij een bondgenootschap vormen met de Lijflandse Orde. In de zomer van 1253 werd hij gekroond tot koning van Litouwen. Zijn rijk telde toen tussen de 300.000 en 400.000 onderdanen.
Mindaugas regeerde in totaal 10 jaar. Zijn regeerperiode wordt gekenmerkt door constante onenigheid met zijn familie en andere hertogen. West-Litouwen verzette zich hevig tegen de regering van Mindaugas en zijn bondgenoten. Vanuit het zuidwesten bedreigden de Mongolen zijn regering.
In 1261 verbrak Mindaugas zijn bondgenootschap met de Lijflandse Orde, en vermoedelijk keerde hij zich vanaf toen ook tegen het Christendom. In 1263 werd Mindaugas vermoord door zijn neef Treniota en een rivaliserende hertog, Daumantas van Pskov.

### De eerste jaren van het christendom in Litouwen
Na zijn bekering nam Mindaugas het initiatief voor de bouw van een kathedraal in Vilnius. Twee christelijke buurlanden leverden elk een bisschop. Polen leverde Vitas, de Lijflandse Orde Kristijonas. De meerderheid van de bevolking bleef echter afwijzend staan tegenover het christendom en de beide bisschoppen bereikten weinig. Vitas vertrok al in 1255, Kristijonas in 1259. Pas in 1388, meer dan honderd jaar later, kreeg Litouwen weer een bisschop.

## Na zijn dood
Mindaugas' drie directe opvolgers werden eveneens vermoord. Zodoende ontstond een onenigheid over wie Mindaugas moest opvolgen. In 1270 erfde Traidenis Mindaugas’ titel van groothertog, maar de titel van koning werd niet doorgegeven, waardoor Mindaugas tot op heden de enige officiële koning is die Litouwen ooit heeft gehad. De heersers na hem werden allemaal grootvorsten genoemd. Mindaugas II van Litouwen werd in 1918 weliswaar verkozen tot koning van Litouwen, maar besteeg de troon nooit.

## Herdenking

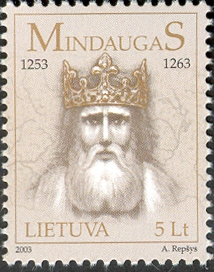

Hoewel er lange tijd veel onduidelijkheid bestond over Mindaugas’ reputatie en zijn nakomelingen niets noemenswaardigs hadden gedaan, kreeg hij in de 19e een 20e eeuw meer bekendheid. Mindaugas wordt tegenwoordig erkend als de officiële stichter van Litouwen, en wordt tevens gezien als de man onder wiens bevel de Tartaren werden verslagen toen ze hun rijk wilden uitbreiden richting de Oostzee.
In de jaren 90 publiceerde historicus Edvardas Gudavičius een onderzoeksrapport, waarin hij aantoonde dat 6 juli 1253 de dag was waarop Mindaugas officieel werd gekroond. Sindsdien is 6 juli in Litouwen een nationale feestdag.